# Jennifer Ewbank
Jennifer Ewbank (L'Aia, 27 luglio 1987) è una cantante olandese.
Ha avuto successo grazie alla sua partecipazione alla prima edizione del talent show olandese The Voice of Holland, che però non ha vinto. Ad ottobre 2011 è stato pubblicato il suo album di debutto, London Tree, accompagnato da due singoli, Line in a Song e Stars. L'album ha raggiunto la nona posizione della classifica dei Paesi Bassi.
Jennifer è sorella minore del compositore John Ewbank, che l'ha introdotta nel mondo della musica già quando era piccola. Dopo il liceo, ha studiato alla Sound-academie, situata ad Hilversum. Nel 2010 Jennifer aveva già registrato delle tracce per il suo album di debutto, ma ha poi deciso di presentarsi ai provini di The Voice of Holland, dove è stata presa e messa sotto l'ala dei coach vocali Nick & Simon.

## Discografia

### Album in studio
- 2011 – London Tree